# Ballon Cup
Ballon Cup (englischer Originaltitel Balloon Cup) ist ein Kartenspiel des amerikanischen Spieleautors Stephen Glenn für zwei Personen. Das Spiel erschien 2003 beim Verlag Kosmos Spiele gemeinsam mit Rio Grande Games und wurde in Deutschland in der Serie Spiele für Zwei veröffentlicht. Im Erscheinungsjahr wurde es auf die Auswahlliste der Jury zum Spiel des Jahres aufgenommen und erhielt den International Gamers Award in der Kategorie für 2-Spieler-Strategiespiele.

## Thema und Ausstattung
Bei dem Spiel handelt sich um ein Kartenspiel, bei dem die beiden Mitspieler durch den taktischen Einsatz mit Ballonkarten verschiedener Farben und unterschiedlicher Werte von 1 bis 13 Prämiensteine und später Pokale gewinnen müssen.
Das Spielmaterial besteht neben der Spieleanleitung aus:
- 45 Ballonkarten in fünf Farben, davon 13 rote, 11 gelbe, 9 grüne, 7 blaue und 5 hellgraue,
- 45 Prämiensteine in fünf Farben, davon 13 rote, 11 gelbe, 9 grüne, 7 blaue und 5 hellgraue,
- 5 Siegerpokalkarten in fünf Farben,
- 4 Zieltafeln im Wert 1 bis 4 und
- ein Beutel

## Spielweise
Zur Spielvorbereitung werden die vier Zieltafeln untereinander ausgelegt, beginnend mit der 1 als Flachland und dann bis zur 4 abwechselnd als Gebirge und Flachland. Die 45 Prämiensteine werden in den Beutel gegeben, danach werden jeweils blind Prämiensteine entsprechend dem Wert der Zieltafel gezogen und auf dieser ausgelegt. Die Ballonkarten werden gemischt und jeder Spieler erhält acht Handkarten, der Rest der Karten wird als Nachziehstapel bereitgelegt. Die 5 Siegerpokalkarten kommen neben die Auslage. Jedem Spieler wird zudem eine der beiden Seiten neben den Zielkarten zugeordnet.
Beginnend mit einem Startspieler kommen die beiden Spieler abwechselnd zum Zug. Sie spielen pro Zug jeweils eine Karte offen an eine der Zielkarten, werten potenziell eine Zielkarte aus und nehmen eine neue Karte auf die Hand. Die Spieler können ihre Karte auf eine beliebige Seite der Zielkarte legen, also sowohl in den eigenen wie auch in den Gegenspielerbereich. Die Anzahl der Prämiensteine und ihre Farbe gibt an, wie viele Karten welcher Farbe jeweils angelegt werden. Dabei werden gelten die folgenden Anlegeregeln:
- die Anzahl der Prämiensteine bzw. die aufgedruckte Zahl auf der Zielkarte bestimmen die Anzahl der Karten, die jeweils rechts und links angelegt werden und
- die Farben der Prämiensteine bestimmen die Farben der Karten, die jeweils rechts und links angelegt werden.

Der Spieler ist verpflichtet, eine Karte anzulegen, auch wenn sie ihm nicht nutzt; freiwillig passen darf er nicht. Kann ein Spieler keine Karte anlegen, muss er dem Gegenspieler seine Karten zeigen und darf vier Karten ablegen, um die gleiche Anzahl wieder nachzuziehen. Kann er nun spielen, muss er dies tun.
Sobald auf beiden Seiten neben einer Zielkarte die vollständige Anzahl Karten in den korrekten Farben liegt, wird diese ausgewertet. Im Fall einer Flachlandkarte gewinnt die Seite mit der niedrigsten Gesamtpunktezahl, bei einem Gebirge die mit der höheren Punktzahl. Der Spieler, dem der Bereich der Gewinnerkarten zugeordnet wurde, bekommt die auf der Zielkarte liegenden Prämiensteine. Hat er genug Prämiensteine, um sie gegen eine Siegerpokalkarte einzutauschen, kann er dies tun; die eingetauschten Prämiensteine werden aus dem Spiel genommen und in der Folge können Spieler Steine dieser Farbe im Verhältnis 3:1 gegen eine beliebige andere Farbe eintauschen.
Das Spiel endet, wenn ein Spieler seine dritte Siegerpokalkarte eintauschen kann, dieser Spieler hat das Spiel gewonnen.

## Entwicklung und Rezeption
Das Spiel Ballon Cup wurde von dem amerikanischen Spieleautor Stephen Glenn entwickelt und 2003 von Rio Grande Games und Kosmos Spiele in englischer Sprache als Balloon Cup sowie von Kosmos zur Nürnberger Spielwarenmesse in der Serie Spiele für Zwei in deutscher Sprache veröffentlicht. Im gleichen Jahr erschien es bei dem niederländischen Verlag 999 Games unter dem Namen Ballonrace und bei der französischen Tilsit Éditions als französisch-italienische Version ebenfalls als Ballon Cup.
Im Erscheinungsjahr wurde es auf die Auswahlliste der Jury zum Spiel des Jahres aufgenommen und erhielt den International Gamers Award in der Kategorie für 2-Spieler-Strategiespiele.
2013 wurde das Spielprinzip bei dem Spiel Piñata erneut eingesetzt, das Spiel erschien ebenfalls bei Rio Grande Games. Eine online spielbare Version des Spiels befindet sich auf der Plattform yucata.de.

## Belege
1. 1 2 3 4 5 6 7  Spieleanleitung Ballon Cup
2. ↑  Versionen von Ballon Cup in der Spieledatenbank BoardGameGeek (englisch); abgerufen am 2. Oktober 2017.
3. ↑  Piñata in der Spieledatenbank BoardGameGeek (englisch); abgerufen am 2. Oktober 2017.
4. ↑  Ballon Cup auf yucata.de; abgerufen am 25. Oktober 2017.